# Heinrich Nolte
Heinrich Nolte (* 18. Juni 1908; † 1972) war ein Bremer Landespolitiker der KPD und Widerstandskämpfer gegen den Nationalsozialismus.

## Leben
Der gelernte Schlosser und technische Angestellte schloss sich zunächst der SAJ und der SPD an, später der SAPD. Nach der Machtübernahme der NSDAP war Nolte an Widerstandsaktivitäten beteiligt und trat in der Illegalität zur KPD über.
Nach der Befreiung vom Nationalsozialismus 1945 gehörte er der Kampfgemeinschaft gegen den Faschismus an und wurde 1946 zum stellvertretenden Landesvorsitzenden der KPD gewählt. 1947 wurde er für die KPD in die Bremische Bürgerschaft gewählt, der er bis 1951 angehörte und wo er zeitweise als Schriftführer fungierte. Daneben gehörte er der Bezirks- bzw. Landesleitung der KPD an, aus der er im Rahmen innerparteilicher Säuberungen 1951 entfernt wurde mit dem Vorwurf, es zu unterlassen, „Mitarbeiter wirklich mit der notwendigen Härte zu erfüllen“. In den Folgejahren leitete er u. a. die KPD-Vorfeldorganisation Nationale Front.